# 高野不動産
高野不動産株式会社（たかのふどうさん）は、新潟県長岡市に本社を置く不動産会社である。

## 概要
新潟県長岡市を中心に宅地造成、宅地取引業、不動産貸付業を行っている。中越、下越地区において、「グリーンヒルズ」の名前で宅地開発を行っている。また、グループ企業が長岡市川崎町にてスーパー銭湯「ゆらいや」を運営している。

## 主な実績
- 高野不動産駅前ビル
- グリーンヒルズ長岡白山（長岡市来迎寺）
- グリーンヒルズ新大前（新潟市西区大野）
- グリーンヒルズ大山（新潟市東区大山）
- グリーンヒルズ五千石（燕市五千石）

## 広報活動
- 新潟県内において、マスコットキャラクターのアヒルを起用した長岡弁のテレビCMを流している。[2]
- 本社がある長岡市内には、高野不動産駅前ビル屋上や大手通交差点など複数に巨大な看板を掲げている。
- 長岡まつり大花火大会では毎年、ベスビアス超大型スターマイン『大河の夕景』へのスポンサーとなっている。